# Seezeremoniell
Als Seezeremoniell bezeichnete man im 19. Jahrhundert die im Schiffsverkehr zu beobachtenden Förmlichkeiten, insbesondere die in der internationalen Verkehrsgemeinschaft üblichen Ehrenbezeugungen, welche sowohl bei der Begegnung auf hoher See als auch bei dem Befahren fremden Seegebiets zu erweisen waren.
Dazu gehört namentlich der so genannte Schiffsgruß, welcher im Hissen der Flagge und im Abfeuern von Kanonenschüssen bestand und durch den Gegengruß erwidert wurde.
In der Handelsmarine der DDR war 1970 nur noch bei traditionsbewussten Kapitänen der Flaggengruß üblich: gegrüßt wurden nur Schiffe der eigenen Reederei. Mit dem Flaggengruß begann das Schiff, welches sich in Richtung Heimathafen bewegte. Es zog seine Flagge auf halbmast. Als Erwiderung zog das in Gegenrichtung vorbeifahrende Schiff seine Flagge auf halbmast und gleich wieder hinauf. Dann erst zog das erste Schiff, das den Flaggengruß begonnen hatte, die Flagge wieder hoch.
Hinzu kam noch das Vivatrufen sowie eine Gewehrsalve. Auch das Beilegen des Schiffs und die Entsendung eines oder mehrerer Offiziere zur Visite gehörte zur Schiffsetikette. Auf solche Weise pflegten namentlich die sich begegnenden Kriegsschiffe einander zu salutieren.